# Leonid Bułachowski

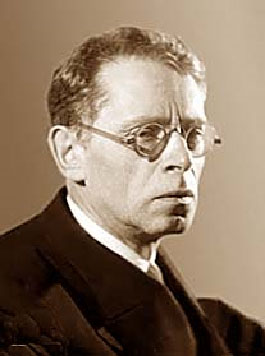
Leonid Bułachowski

Leonid Arsienjewicz Bułachowski (ukr. Леонід Арсенійович Булаховський, ur. 14 kwietnia 1888 w Charkowie, zm. 4 kwietnia 1961 w Kijowie) – ukraiński językoznawca, slawista.
W latach 1946–1960 był profesorem uniwersytetów Permie, Moskwie i Kijowie, 1946 został członkiem Akademii Nauk ZSRR. Jest autorem prac z zakresu historii akcentu w językach słowiańskich – rosyjskim, ukraińskim, bułgarskim, czeskim i polskim i z historii języka rosyjskiego. W 1938 opublikował Istoriczeskij kommientarij k russkomu litieraturnomu jazyku (wyd. piąte 1958), napisał także Akcentołogiczeskij kommientarij k polskomu jazyku (1950) i Woprosy proichożdienija ukrainskogo jazyka (1956).